# Немонетизований державний борг
Немонетизований державний борг — борг який складається :
- з невиконаних державою фінансових зобов'язань, передбачених чинним законодавством (заборгованість з виплати пенсій, стипендій, допомог, заробітної плати та інших видів соціальних виплат);
- із заборгованості з господарських стосунків з реальним сектором економіки (заборгованість з державних замовлень, надання послуг державними установами та інше).